# 旅顺市立普希金小学旧址
旅顺市立普希金小学旧址，位于辽宁省大连市旅顺口区长江路77号，现为军产，已列为辽宁省文物保护单位。

## 保护
2003年9月29日，旅顺市立普希金小学校旧址公布为第五批大连市文物保护单位。
2014年10月，旅顺市立普希金小学旧址公布为第九批辽宁省文物保护单位，编号9-159。